# Ilaria Tocchini
Ilaria Tocchini, née le 4 août 1967 à Livourne, est une nageuse italienne. 

## Palmarès

### Championnats d'Europe
- Championnats d'Europe 1995 à Vienne
  -  Médaille d'argent du 100 mètres papillon
- Championnats d'Europe 1987 à Strasbourg
  -  Médaille d'argent du 4 × 100 mètres quatre nages

### Championnats d'Europe en petit bassin
- Championnats d'Europe en petit bassin 1991 à Gelsenkirchen
  -  Médaille d'argent du 4 × 50 mètres quatre nages

### Jeux méditerranéens
- Jeux méditerranéens de 1997 à Bari
  -  Médaille d'or du 100 mètres papillon
  -  Médaille d'or du 4 × 100 mètres quatre nages
- Jeux méditerranéens de 1991 à Athènes
  -  Médaille d'or du 4 × 100 mètres quatre nages
  -  Médaille d'argent du 200 mètres papillon
- Jeux méditerranéens de 1987 à Lattaquié
  -  Médaille d'or du 4 × 100 mètres quatre nages
  -  Médaille d'argent du 100 mètres papillon
  -  Médaille d'argent du 200 mètres quatre nages
- Jeux méditerranéens de 1983 à Casablanca
  -  Médaille d'argent du 100 mètres papillon
  -  Médaille de bronze du 100 mètres dos

### Universiade
- Universiade d'été de 1987 à Zagreb
  -  Médaille d'or du 100 mètres papillon